# W leju po bombie
W leju po bombie – opowiadanie fantastycznonaukowe Andrzeja Sapkowskiego opublikowane w 1993 z gatunku fantastyki militarnej i politycznej, a także tzw. klerykal fiction i politpunku. W 1994 opowiadanie zostało nagrodzone Nagrodą Zajdla.
Akcja opowiadania dzieje się w tytułowym leju po bombie, w alternatywnej rzeczywistości. Polską rządzi Kuria, kraj jest najeżdżany przez paramilitarne oddziały litewskie. Bohaterami opowiadania są dzieci w drodze do szkoły.

## Historia
Opowiadanie powstało dla nigdy niewydanej „antyklerykalnej” antologii o nieustalonym tytule, zaproponowanej w 1992. Ukazało się w „Feniksie” (04 (20) 1993) a także w tym samym roku było przedrukowane w skróconej wersji w „Magazynie Wileńskim”. W 1997 było wznowione w fanzinie Gdańskiego Klubu Fantastyki „Czerwony Karzeł” i fanzinie „Fahrenheit”. Rok później opowiadanie ukazało się w białostockim magazynie „Kartki”. Od przynajmniej 2002, opowiadanie jest też dostępne na dawnej oficjalnej stronie Andrzeja Sapkowskiego (Sapkowski Zone).
Było także publikowane w kilku zbiorach opowiadań. W 2000 w Coś się kończy, coś się zaczyna, a w 2012 w Maladie i inne opowiadania.
W 1994 opowiadanie opublikowano w Czechach w antologii Tandaradei!. W 2016 ukazał się przekład serbski (U krateru od bombe) w ramach tłumaczenia zbioru Maladie... (Maladi i druge priče).
W 2023 opowiadanie zostało bezpłatnie dostępne dla posiadaczy aplikacji „Nowej Fantastyki” w ramach akcji wspomagania Polskiej Akcji Humanitarnej na rzecz pomocy atakowanej przez Rosję Ukrainie.

## Fabuła
Bohaterami opowiadania są dzieci w drodze do szkoły. Akcja dzieje się w tytułowym leju po bombie, w Suwałkach, w alternatywnej rzeczywistości, gdzie niektórzy mieszkańcy po wybuchu w Czarnobylu stali się popromiennymi mutantami. Polską rządzi Kuria, grasują atakujące obcokrajowców bandy skinów, fragmenty kraju zostały przyłączone do Niemiec, a sama Suwalszczyzna jest miejscem starć paramilitarnych oddziałów litewskich („szaulisów”) z niemieckimi i amerykańskimi, podczas gdy wojska polskie pacyfikują Irak i Czechy. Wielu „Litwinów” do dawni Polacy, którzy zadeklarowali się członkami mniejszości litewskiej, gdyż „Litwini, w myśl ustawy o mniejszościach narodowych, mieli mnóstwo przywilejów i ulg, w tym podatkowych, i nie podpadali pod Kurię”.
Dzień zaczyna się niefortunnie, gdy główny bohater i równocześnie narrator opowieści rozbija szklankę ze sztuczną szczęką ojca, a następnie próbuje ją odzyskać z odpływu. Bohater opisuje swoje codzienne życie w Suwałkach, gdzie jego ojciec jest bezrobotny po zwolnieniu z pracy za brak poszanowania dla symboli religijnych. Matka chłopca pracuje w niemieckiej fabryce (Prusy stały się znowu częścią Niemiec). Wychodząc z domu, narrator zauważa, że miasto jest w stanie chaosu z powodu trwających walk. Narrator próbuje zachować spokój, włączając muzykę na swoim walkmanie i kontynuując drogę do szkoły. Przemierzając ulice, bohater staje się świadkiem starć zbrojnych. W powietrzu pojawiają się śmigłowce Mi-28, a pociski smugowe przecinają niebo. Chłopiec zastanawia się, kto może być zaangażowany w konflikt – Litwini, Niemcy, Amerykanie czy może lokalne grupy przestępcze. Po drodze spotyka grupę skinów, linczujących ukraińskiego handlarza, a następnie wpada do tytułowego leja po bombie, gdzie spotyka kolegę z klasy. Wkrótce chłopcy orientują się, że walki toczą się pomiędzy paramilitarnymi oddziałami litewskimi i niemieckimi; w międzyczasie ratują koleżankę z klasy, której udało się przetrwać próbę gwałtu i pobliski wybuch pocisku, są świadkami śmierci Niemca i Litwina, którzy ciężko ranni wpadają do ich leja, a także w końcu słuchają w radiu przemówienia polityka Marcina Keniga, które przerwane jest jego zabójstwem. Wieczorem walki się kończą, a nastoletni bohaterowie wracają do centrum miasta.

## Analiza
Maciej Parowski pisał o opowiadaniu, że jest to „fantastyka militarna i polityczna bliskiego zasięgu... jedno z wielu wyjść Sapkowskiego poza terytorium fantasy”. Marek Szyjewski zaliczył je do „political/social fiction”; podobnie Przemysław Czapliński i Piotr Śliwiński zaliczyli je do political fiction. Sam Sapkowski napisał o opowiadaniu, że: „jest jedynym moim opowiadaniem, o którym z całą pewnością można powiedzieć, iż nie jest to fantasy. Dzięki „Lejowi…” mogę więc z podniesionym czołem mówić o sobie: „autor science fiction”. Rafał Ziemkiewicz w przedmowie do opowiadania w „Feniksie” zaliczył je jako należące do politpunku (gatunku nawiązującego do historii najnowszej i przedstawiającego polskie realia i rzeczywistość w „punkowy sposób”); tak samo zrobił to anonimowy przedmówca w „Magazynie Wileńskim”. Klasyfikację tę Adam Mazurkiewicz uznał jednak za zbędną „terminologiczną nadprodukcję wewnętrznej krytyki powstającej w obrębie i na potrzeby fandomu”; sam zaś podkreślił, że Sapkowski wykorzystał konwencję science-fiction, by uatrakcyjnić opowiadanie o charakterze przygodowym.
Jan Ratuszniak opisał tematykę opowiadania jako ostrzeżenie przed wzrostem nacjonalizmu w Polsce i na świecie, a także brakiem postaw obywatelskich. Tomasz Pacyński podobnie zauważył, że „w tekście widać stosunek autora do ksenofobii, do ludzkiej małości i głupoty”, nazywając je „moralitetem o wolności jednostki. O przyzwoitości w paskudnych czasach”.
Opowiadanie zawiera też motywy antyklerykalne (było pisane dla nigdy niepowstałej antyklerykalnej antologii tematycznej); negatywnie przedstawieni są niektórzy wierzący drugoplanowi bohaterowie (ojciec bohaterki, ksiądz). Marek Oramus wśród tych motywów w opowiadaniu wymienił „wizję Polski uciskanej przez Kościół”, wszechwładzę kleru („kuria może wszystko, więc pacyfikuje kraj ideologicznie”) i wykazywanie, „jakim niebezpieczeństwem grozi uległość wobec Kościoła... jak przerost księżych interwencji źle wpływa na wolność jednostki oraz życie prywatne obywateli”.
Postać najeżdżającego Polskę litewskiego generała Żeligauskasa jest ironicznym nawiązaniem do postaci polskiego generała Lucjana Żeligowskiego. Innym nawiązaniem do historii jest ulica imienia Eligiusza Niewiadomskiego, zabójcy prezydenta Narutowicza.
W 2012 zbiór Maladie i inne opowiadania, w którym przedrukowano opowiadanie, zrecenzował dla portalu Poltergeist (polter.pl) recenzent o pseudonimie Camillo. Pisząc o opowiadaniu, zauważył, że jest ono "zgryźliwą krytyką nacjonalizmu, klerykalizmu, egoizmu i pewnie jeszcze kilku innych "izmów". Stanowi też dość pesymistyczne spojrzenie na stan państwa polskiego w pierwszej połowie lat 90", podkreślając jednak, że "nie jest to manifest polityczny, raczej popis zdolności prześmiewczych i opowiadanie rozrywkowe".

## Odbiór
W 1994 opowiadanie zostało nagrodzone Nagrodą Zajdla.
Maciej Parowski ocenił opowiadanie jako „znakomite” i „pyszne”. W 2001 Mariusz Cieślik, recenzując zbiór opowiadań Sapkowskiego uznał to opowiadanie za jeden ze słabszych tekstów tam zamieszczonych, pisząc: „Jak na mój gust, za dużo w tym tekście niezbyt śmiesznych dowcipów”. Przeciwną opinię miał Tomasz Pacyński, recenzując w tym roku ten sam tom, pisząc: „prawdziwą perłą, dla której samej warto zbiór kupić, jest opowiadanie »W leju po bombie«”, oceniając opowiadanie jako dalej aktualne. Z tym jednak w 2009 nie zgodził się Artur Chruściel, pisząc o opowiadaniu, że „urodziło się ono z obaw i diagnoz, które od dawna są już – odpowiednio – martwe i nieaktualne”, równocześnie chwaląc je od innych stron („napisane brawurowo... znakomity efekt łączenia ironii, humoru i tematów poważnych”). Podobnie Marek Oramus już w 1995 uznał tematykę antyklerykalną (klerykal fiction) z wczesnych lat 90. za „sfalsyfikowaną i wtrąconą w niebyt przez rzeczywistość”, ale także chwalił opowiadanie z zastrzeżeniem, że będzie ono pamiętane „nie dla walorów intelektualnych”, ale ponieważ „takiego języka, takiego stężenia gagów, takiego ładunku groteski... nie widziało się dotąd w krajowej SF”. Oramus wrócił do tego opowiadania w 2019, pisząc, że „Narracja skrzy się od dowcipnych szczegółów i paradoksów, ale lektura wywołuje spore przygnębienie: znowu wojna, prawda że lokalna, acz bez żadnego składu ni ładu, jak to na polskiej ziemi. Sapkowski rysuje momentami grubą kreską, ukazując paranoiczną wegetację miejscowej ludności, chowającej się przed kulami i mającej kłopoty z określeniem własnej tożsamości narodowej”.
Według Oramusa opowiadanie Sapkowskiego zainspirowało opowiadanie Piotra Goćka Jak utopiliśmy Hana Solo z antologii Przedmurze (2016) dziejące się w tym samym rejonie, czasie i mające wiele podobnych wątków.
W 1998 Marek Szyjewski w magazynie „Kartki” poświęcił temu opowiadaniu krótki esej pt. Bomba fantazji. Zrecenzował je pozytywnie, pisząc o nim, że ma „szczególny urok” i zawiera „trochę... magii”.
W 2012 recenzent portalu Poltergeist (polter.pl) zaliczył  "W leju..." do dwóch najlepszych opowiadań antologii, uznając je za udaną i zabawną satyrę.